# Henry Padovani
Henry Padovani, rodným jménem Henri Padovani (* 13. října 1952 Bastia, Korsika) je korsický hudebník. Počátkem roku 1977 spoluzaložil skupinu The Police. Hrál na její jediné nahrávce, sice singlu „Fall Out“. Ze skupiny odešel krátce poté, co v srpnu 1977 absolvovala nedokončenou nahrávací frekvenci s producentem Johnem Calem. Později působil v několika dalších skupinách, jako například Wayne County & the Electric Chairs a v roce 1980 založil vlastní soubor The Flying Padovanis, jenž byl aktivní do roku 1987 a znovu od roku 2007.